# هیلی بتن
هیلی بَتِن (انگلیسی: Haley Batten؛ زادهٔ ۱۹ سپتامبر ۱۹۹۸) دوچرخه‌سوار  کوهستان زن اهل ایالات متحده آمریکا است.
وی در مسابقات کشوری و بین‌المللی در مجموع برندهٔ ۱ مدال طلا، ۱ مدال نقره، ۱ مدال برنز شده است.